# Niklaus Weckmann

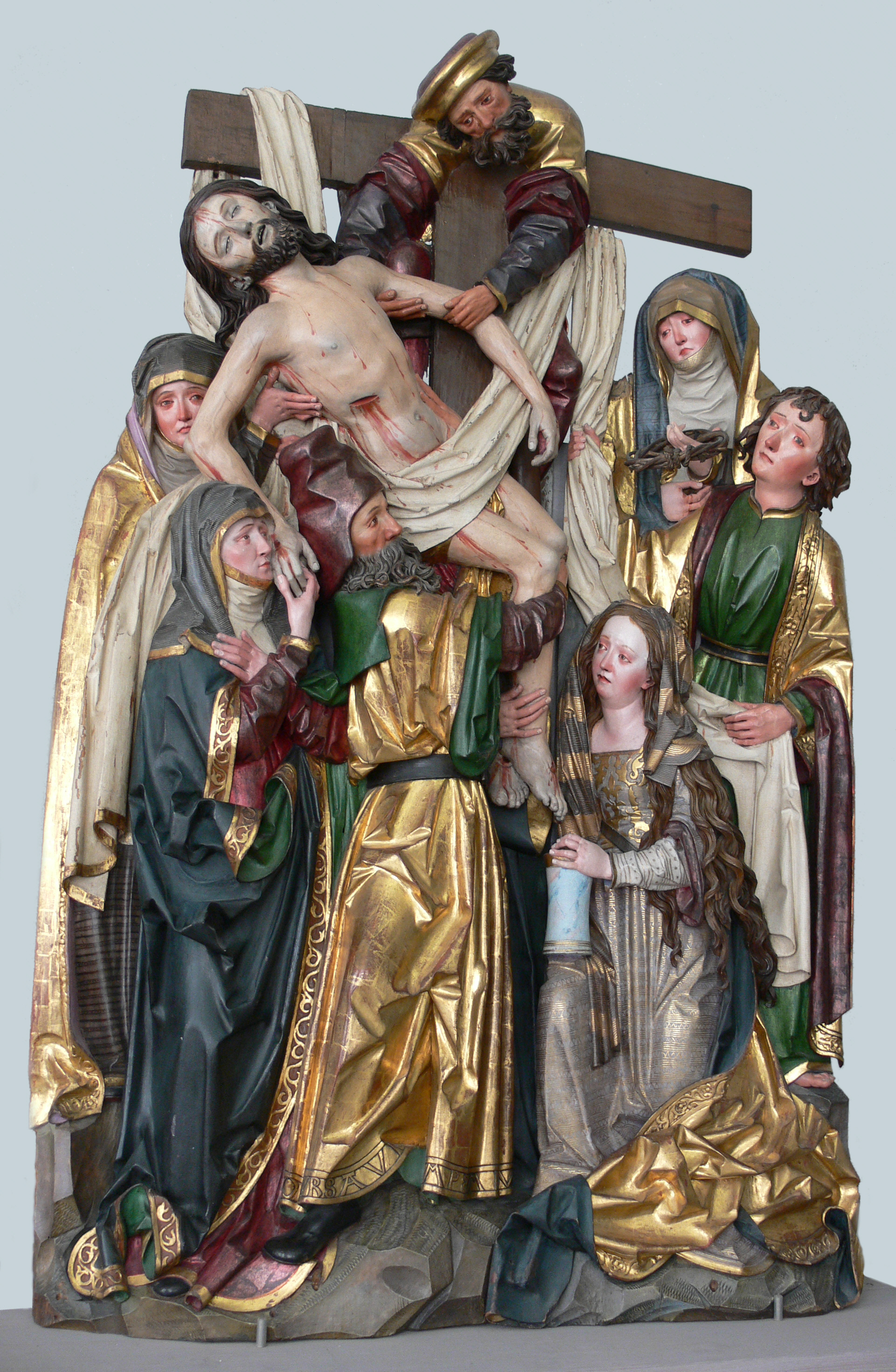
Snímání Krista z kříže

Niklaus Weckmann, též Nyklas, Nikolaus, Niclaus byl německý řezbář činný v letech 1481 - 1526 v Ulmu. Je jedním z hlavních představitelů Ulmské školy.

## Život
Spolupracoval s dílnou Jörga Syrlina mladšího, která dodávala skříňové oltáře a zaměstnávala také ulmské malíře. Je doložen před počátkem německé reformace roku 1528, kdy měl v Ulmu vlastní prosperující dílnu, z jejíž produkce se zachovalo kolem 600 děl. Od roku 1506 se jako opatrovník staral o dítě Michela Erharta. Po jeho smrti převzal dílnu jeho nevlastní syn Niklaus Weckmann mladší.
Přesné údaje o jeho životě nejsou známy, ale zachovaly se údaje o platbě daní i objednávky jednotlivých děl, podepsané "byldschnytzer, mayster Nyklas" a "niclaus weckman, bildhawer". O zmapování Weckmannova díla se zasloužil až ve 20. století historik umění Wolfgang Deutsch. Do té doby byla řada jeho děl přičítána Jörg Syrlinu mladšímu. Velký soubor děl Weckmannovy dílny byl vystaven na zemské výstavě ve Stuttgartu roku 1993.

## Dílo

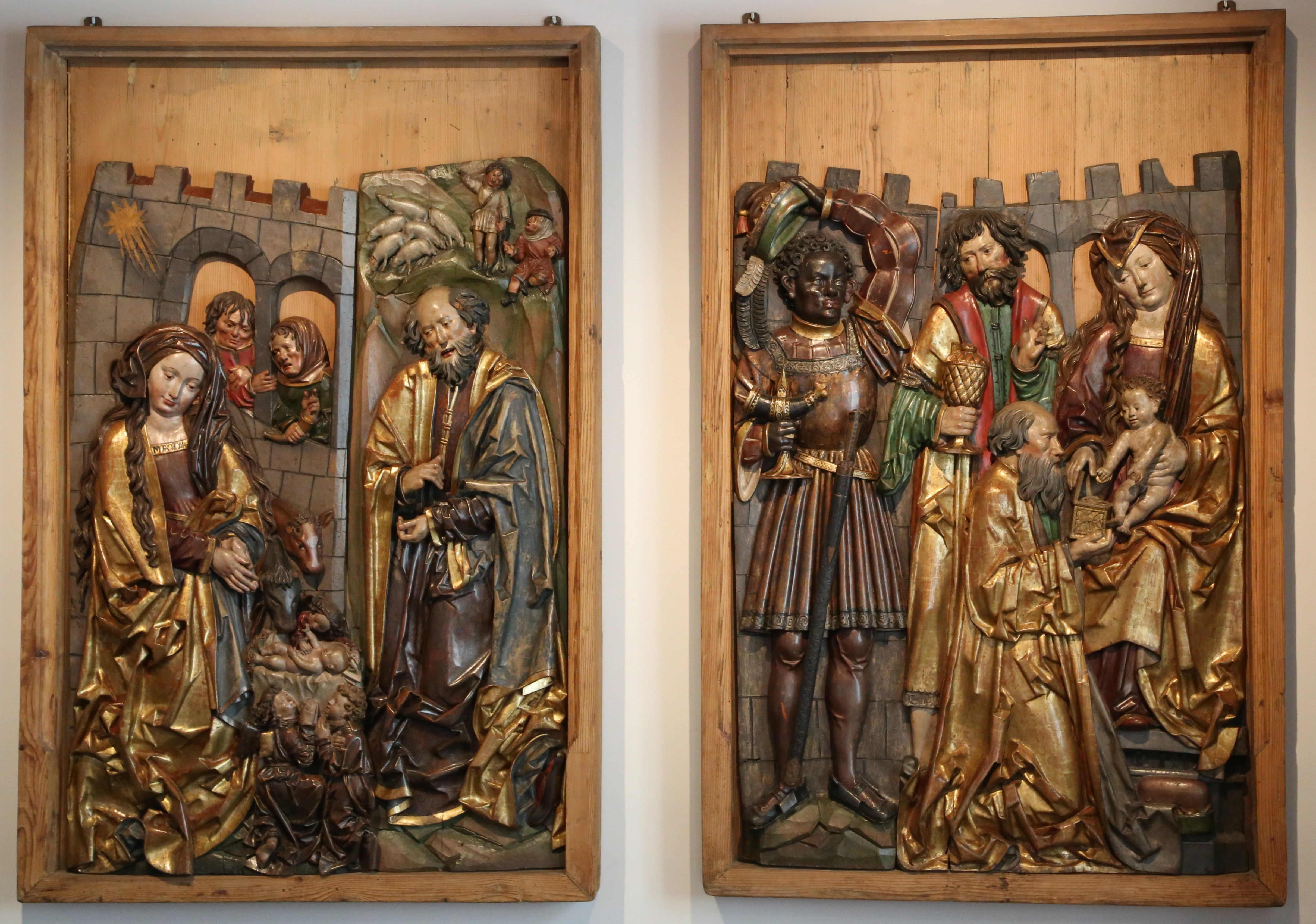
Niklaus Weckmann, Narození Ježíše, Klanění

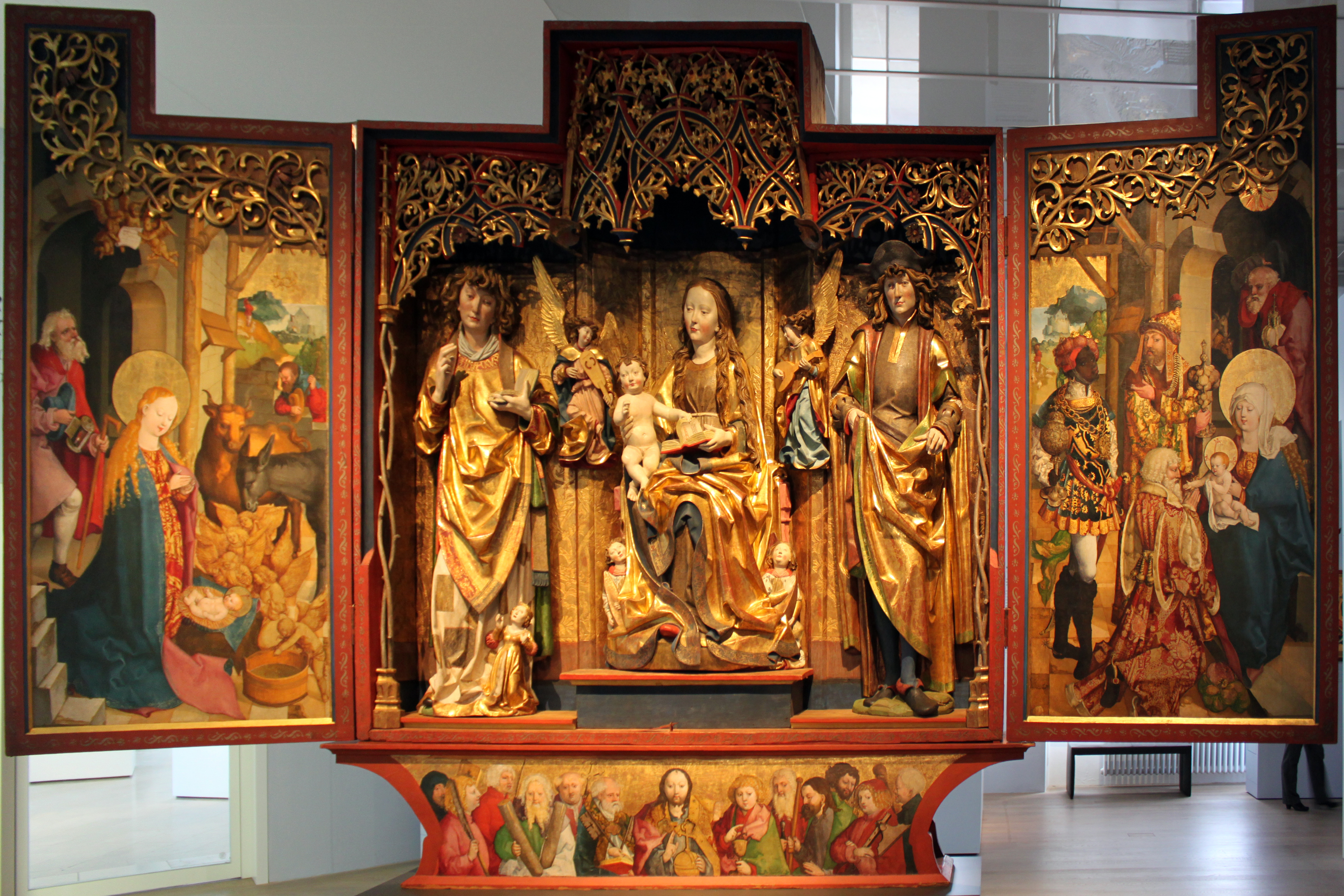
Oltář z Talheimu, dílna N. Weckmanna, 1510

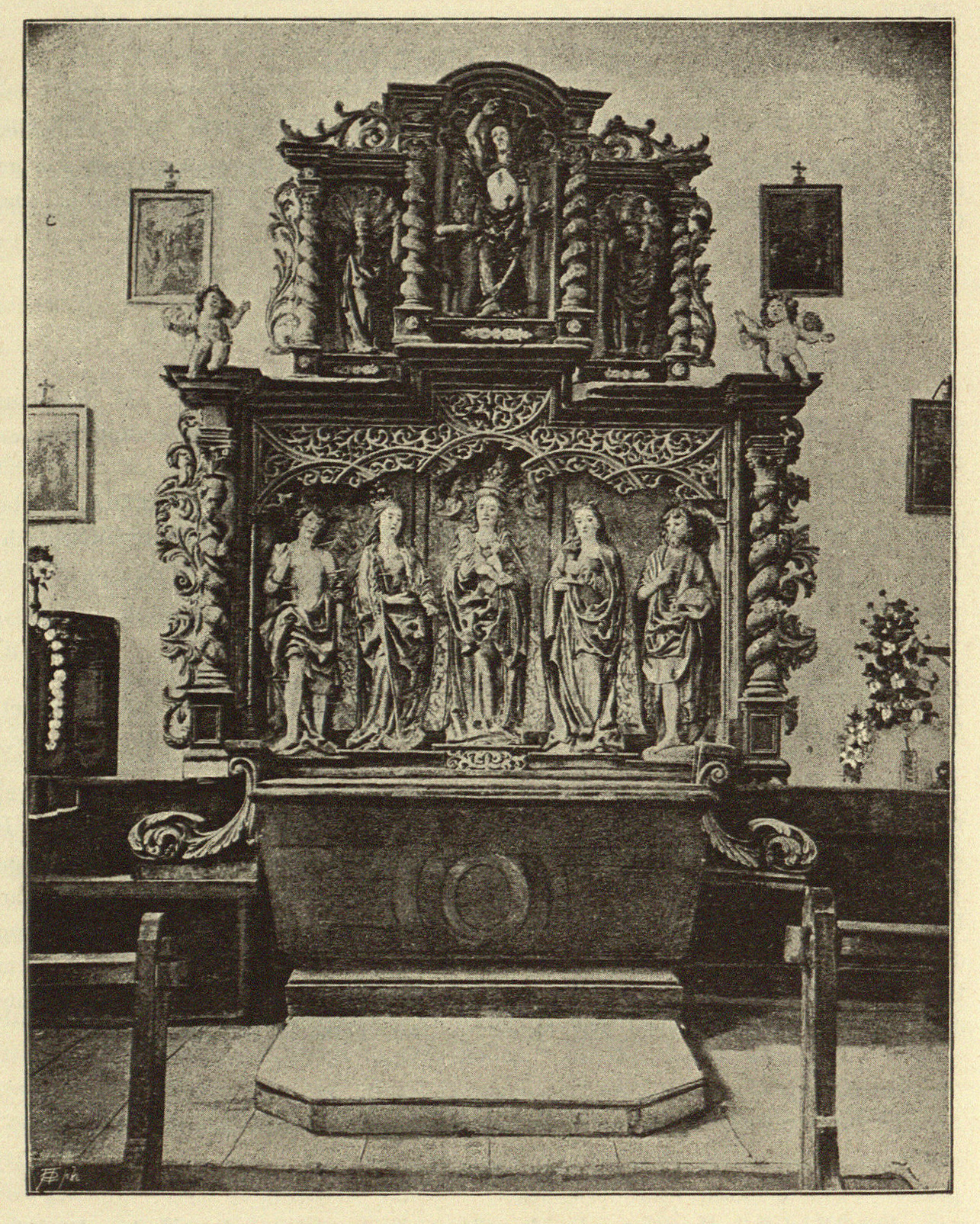
Rothův oltář

Vzhledem k velikosti Weckmannovy dílny je obtížné rozlišit díla samotného mistra a jeho dílny. Přesto lze rozpoznat osobitý Weckmannův styl. U řady soch se opakovaně objevují normalizované, typické prvky a motivy ve stále nových variantách a kompozicích (17 figur západního portálu katedrály v Ulmu)

### Raná díla
- 1490/1495 Sv. Šebestián, Klášter Roggenburg, nyní Museum Ulm[2]
- 1492 Oltář sv. Šebestiána, Ulmer Münster
- 1496–1499 S. Petr a Pavel z Tarsu, kostel St. Blasius v Bellamontu
- 1498/1519 Mariánský retábl, Reutti bei Neu-Ulm (spolu s Jörg Syrlinem mladším)
- před r. 1500 různé figury ze dřeva obarvené jako šedý kámen, západní portál katedrály v Ulmu
- před r. 1500 zbytek skupiny Ukřižování, Wengenkirche v Ulmu

### Střední fáze
- kolem 1500 Mariánský oltář, Schwendi
- 1500 Madona s dítětem, klášterní kostel sv. Martina, Erbach
- kolem 1510 Sv. Kateřina Alexandrijská, lipové dřevo, klášter Heggbach, nyní Museum Ulm
- 1511 Hlavní oltář, klášter Adelberg bei Göppingen
- 1513 Rothův oltář, farní kostel Sauldorf, pak kaple Rothů v Meßkirch, od roku 1909 Reiss-Engelhorn-Museen Mannheim
- kolem 1515 Narození Krista a Klanění tří králů, původně farní kostel Attenhofen (Weißenhorn), nyní Museum Ulm

### Pozdní fáze
- 1520 Smrt Panny Marie, roku 1818 zakoupeno Deutschordenskirche v Ulmu, nyní v soukromé kapli
- 1520 Smrt Panny Marie, Ulm-Eggingen; Motiv ist hier die dahinsinkende Maria (ursprünglich holzsichtig, jetzt Fassung aus dem 19. Jahrhundert)[14]
- 1521 Oltářík, katedrála v Ulmu
- po 1521 Oplakávání Krista, Merklingen
- 1524 Korunování Panny Marie, klášter Wettenhausen

### Ztracená díla
Nezachovaly se některé vysoké oltáře Niklause Weckmanna, jejichž existence je dokumentována. Jiné byly rozebrány a zachovaly se jako jednotlivé sochy.
- Hlavní oltář kostela v Biberachu, zničen v průběhu obrazoborectví 1531
- Hlavní oltář klášterního kostela v Ochsenhausenu
- Větší vyřezávaný oltář v kostele St. Michael zu den Wengen (Ulm)